# 알바진인
알바진인(중국어 간체자:阿尔巴津人, 병음:Ā'ěr bā jīn rén)은 중국의 미식별 민족이자 중국인과 러시아인의 혼혈 후손으로 이루어진 민족이다. 이들은 1685년 베이징으로 이주한 러시아 카자크들의 후예로 슬라브족, 만주족, 한족 등의 혼혈이다. 주로 중국 정교회를 믿으며. 현재 약 500명이 살고 있으며 주로 베이징과 하얼빈에 분포되어 있으며 소수는 후룬베이얼시, 상하이시, 톈진시, 우한시, 진저우시, 바이청시, 창춘시 및 기타 지역에 거주하고 있다.

## 같이 보기
- 어뤄쓰족